# Damasci
Damasci (grec antic: Δαμάσκιος; llatí: Damascius) conegut com el Sirià (Σύρος) va ser un filòsof de Siría nadiu de Damasc i un famós mestre de filosofia neoplatònica a Atenes. No se sap el seu nom en siríac.
Va néixer cap al final del segle v. Va estudiar a Alexandria sota el retòric Teó, i matemàtiques i filosofia sota Ammoni, i sota Isidor de Gaza.
Va anar a Atenes, on els neoplatònics estaven dirigits per Marí i Zenòdot d'Atenes, successors del famós Procle, i va esdevenir deixeble dels dos i després el seu successor. Va rebre el renom de ὁ διάδοχος i fou el darrer que va tenir càtedra de filosofia a Atenes, perquè el 529 Justinià I va clausurar l'escola i els filòsofs, inclòs Damasci, van haver d'emigrar a Pèrsia sota el rei Còsroes I. Va tornar a Atenes el 533, perquè Còsroes havia signat un tractat de pau amb els romans d'Orient que permetia que la filosofia pagana no fos perseguida, però la seva sort final és desconeguda, només se sap que no va trobar cap escola on pogués ensenyar. Però les idees de Procle i la filosofia neoplatònica va seguir vigent fins a finals de l'edat mitjana.
Es conserva una de les seves obres: Dubtes i solucions dels primers principis (Ἀπορίαι καὶ Λύσεις περὶ τῶν πρώτων ἀρχῶν). La resta d'obres són: 
- Ἀποπίαι καὶ λύσεις εἰς τὸν Πλάτωνος Παρμενίδην.
- La continuació d'un comentari de Procle.
- Un comentari sobre Aristòtil.
- Altres obres només són conegudes per referències: περὶ κινήσεως; περὶ τόπου; περὶ χρόνου; Ἰσιδώρου Βίος, biografia d'Isidor, el seu preceptor, potser part de φιλόσοφος ἱοτορία
- Λόγοι Παράδοξοι, suposadament el seu principal treball, en 4 llibres, obra de la qual Foci n'elogia l'estil molt clar i entenedor, encara que com a cristià ataca alguns aspectes de la seva filosofia.
- Un comentari sobre Hipòcrates.
- L'Antologia grega inclou un dels seus epigrames.

Entre els seus deixebles, cal esmentar Simplici, el comentarista d'Aristòtil, Olimpiodor i Eulami.